# Neligh
Neligh é uma cidade localizada no estado americano de Nebraska, no Condado de Antelope.

## Demografia
Segundo o censo americano de 2000, a sua população era de 1651 habitantes.
Em 2006, foi estimada uma população de 1521, um decréscimo de 130 (-7.9%).

## Geografia
De acordo com o United States Census Bureau, a localidade tem uma área de 2,5 km², sem área coberta por água.

## Localidades na vizinhança
O diagrama seguinte representa as localidades num raio de 24 km ao redor de Neligh.